# لويس أغيلار مونسالف
لويس أغيلار مونسالف (بالإسبانية: Luis Aguilar-Monsalve)‏‏ (7 أكتوبر 1942 في كوينكا بالإكوادور) كاتب وناقد وأستاذ بكلية هانوفر في مدينة هانوفر إنديانا.